# Fußballclub Ingolstadt 04 2020-2021
Questa voce raccoglie le informazioni riguardanti il Fußballclub Ingolstadt 04 nelle competizioni ufficiali della stagione 2020-2021.

## Stagione
Nella stagione 2020-2021 l'Ingolstadt, allenato da Tomas Oral, concluse il campionato di 3. Liga al 3º posto, vinse i play-off con l'Osnabrück e fu promosso in 2. Bundesliga. In Coppa di Germania l'Ingolstadt fu eliminato al primo turno dal Fortuna Düsseldorf. In Coppa Baviera l'Ingolstadt fu eliminato al primo turno play-off dal Monaco 1860.

## Rosa
| N. |                      | Ruolo | Calciatore           |
| -- | -------------------- | ----- | -------------------- |
| 1  | Germania (bandiera)  | P     | Robert Jendrusch     |
| 3  | Germania (bandiera)  | D     | Dominik Franke       |
| 4  | Danimarca (bandiera) | D     | Bjørn Paulsen        |
| 5  | Austria (bandiera)   | D     | Nico Antonitsch      |
| 6  | Germania (bandiera)  | C     | Rico Preißinger      |
| 7  | Germania (bandiera)  | A     | Dennis Eckert-Ayensa |
| 9  | Germania (bandiera)  | A     | Fatih Kaya           |
| 10 | Germania (bandiera)  | C     | Marc Stendera        |
| 11 | Germania (bandiera)  | A     | Maximilian Beister   |
| 13 | Brasile (bandiera)   | A     | Caiuby               |
| 14 | Canada (bandiera)    | C     | Caniggia Elva        |
| 16 | Germania (bandiera)  | D     | Peter Kurzweg        |
| 17 | Germania (bandiera)  | D     | Michael Heinloth     |
| 18 | Germania (bandiera)  | D     | Gordon Büch          |
| 19 | Germania (bandiera)  | D     | Marcel Gaus          |

| N. |                        | Ruolo | Calciatore           |
| -- | ---------------------- | ----- | -------------------- |
| 20 | Stati Uniti (bandiera) | A     | Jalen Hawkins        |
| 21 | Germania (bandiera)    | C     | Tobias Schröck       |
| 22 | Finlandia (bandiera)   | A     | Ilmari Niskanen      |
| 23 | Germania (bandiera)    | C     | Robin Krauße         |
| 24 | Croazia (bandiera)     | P     | Fabijan Buntić       |
| 25 | Germania (bandiera)    | C     | Jonatan Kotzke       |
| 27 | Germania (bandiera)    | C     | Thomas Keller        |
| 29 | Austria (bandiera)     | C     | Thorsten Röcher      |
| 30 | Germania (bandiera)    | A     | Stefan Kutschke      |
| 31 | Stati Uniti (bandiera) | A     | Justin Butler        |
| 34 | Germania (bandiera)    | C     | Merlin Röhl          |
| 35 | Germania (bandiera)    | C     | Filip Bilbija        |
| 37 | Germania (bandiera)    | C     | Patrick Sussek       |
| 38 | Germania (bandiera)    | D     | Maximilian Neuberger |
| 39 | Germania (bandiera)    | P     | Lukas Schellenberg   |

## Organigramma societario
Area tecnica
- Allenatore: Tomas Oral
- Allenatore in seconda: Mark Fotheringham
- Preparatore dei portieri: Dennis Hill
- Preparatori atletici: Jörg Mikoleit

## Calciomercato

### Sessione estiva
| Acquisti | Acquisti         | Acquisti       | Acquisti |
| R.       | Nome             | da             | Modalità |
| -------- | ---------------- | -------------- | -------- |
| A        | Ilmari Niskanen  | KPS            |          |
| C        | Marc Stendera    | Sconosciuta    |          |
| P        | Robert Jendrusch | Erzgebirge Aue |          |
| C        | Thorsten Röcher  | Sturm Graz     |          |
| D        | Lucas Galvão     | Al-Wasl        |          |

| Cessioni | Cessioni              | Cessioni         | Cessioni |
| R.       | Nome                  | a                | Modalità |
| -------- | --------------------- | ---------------- | -------- |
| C        | Maximilian Wolfram    | Zwickau          |          |
| D        | Frederic Ananou       | Paderborn        |          |
| D        | Lucas Galvão          | Atromītos        |          |
| P        | Marco Knaller         | Wacker Innsbruck |          |
| C        | Georgios Pintidis     | Sonnenhof G.     |          |
| A        | Agyemang Diawusie     | Dinamo Dresda    |          |
| C        | Maximilian Thalhammer | Paderborn        |          |
| D        | Gabriel Weiß          | Gießen           |          |

### Sessione invernale
| Acquisti | Acquisti | Acquisti | Acquisti |
| R.       | Nome     | da       | Modalità |
| -------- | -------- | -------- | -------- |

| Cessioni | Cessioni | Cessioni | Cessioni |
| R.       | Nome     | a        | Modalità |
| -------- | -------- | -------- | -------- |

## Risultati

### 3. Liga

#### Girone di andata
| Arbitro: | Fritsch |

|                      |           |            |
| Beister 24’ Elva 61’ | Marcatori | 68’ Kiprit |

| Arbitro: | Oldhafer |

|  |           |                       |
|  | Marcatori | 55’ Gaus 68’ Kutschke |

| Arbitro: | Haslberger |

|  |           |              |
|  | Marcatori | 67’ Stierlin |

| Arbitro: | Kessel |

|                       |           |  |
| Bunjaku 10’ Cueto 90’ | Marcatori |  |

| Arbitro: | Alt |

|                      |           |            |
| Gaus 19’ Paulsen 48’ | Marcatori | 34’ Sander |

| Arbitro: | Osmanagic |

|            |           |             |
| Pourié 10’ | Marcatori | 76’ Bilbija |

| Arbitro: | Thomsen |

|                    |           |  |
| Kutschke 5’ (rig.) | Marcatori |  |

| Arbitro: | Jöllenbeck |

|               |           |            |
| Slišković 34’ | Marcatori | 15’ Keller |

| Arbitro: | Siewer |

|                                                |           |                  |
| Kutschke 13’ Gaus 17’ Stendera 33’ Paulsen 75’ | Marcatori | 23’ (rig.) Tietz |

| Arbitro: | Hanslbauer |

|                                                  |           |              |
| García 24’ Costly 35’ Martinovic 62’ Boyamba 88’ | Marcatori | 77’ Kutschke |

| Arbitro: | Erbst |

|                   |           |  |
| Burger 85’ (aut.) | Marcatori |  |

| Arbitro: | Greif |

|         |           |                                        |
| Kern 3’ | Marcatori | 31’ Elva 72’ Eckert-Ayensa 90’ Beister |

| Arbitro: | Siewer |

|                      |           |  |
| Tankulić 4’ Rama 23’ | Marcatori |  |

| Arbitro: | Jöllenbeck |

|              |           |                 |
| Kutschke 72’ | Marcatori | 78’ Steinwender |

| Arbitro: | Bacher |

|  |           |                            |
|  | Marcatori | 37’ Eckert-Ayensa 60’ Kaya |

| Arbitro: | Thomsen |

|          |           |  |
| Röhl 37’ | Marcatori |  |

| Arbitro: | Gerach |

|                                      |           |                                  |
| Shipnoski 6’ (rig.), 27’, 73’ (rig.) | Marcatori | 3’, 12’ Eckert-Ayensa 19’ Krauße |

| Arbitro: | Haslberger |

|                              |           |          |
| Eckert-Ayensa 16’ Keller 29’ | Marcatori | 4’ Engin |

| Arbitro: | Reichel |

|             |           |  |
| Mölders 75’ | Marcatori |  |

#### Girone di ritorno
| Arbitro: | Bokop |

|  |           |                                            |
|  | Marcatori | 43’, 51’ (rig.) Kutschke 85’ Eckert-Ayensa |

| Arbitro: | Fritsch |

|                     |           |                 |
| Kutschke 43’ (rig.) | Marcatori | 51’ (rig.) Boyd |

| Arbitro: | Weickenmeier |

|  |           |            |
|  | Marcatori | 11’ Caiuby |

| Arbitro: | Lechner |

|                     |           |            |
| Buntić 90’ Elva 90’ | Marcatori | 12’ Thiele |

| Arbitro: | Glaser |

|              |           |             |
| Yildirim 76’ | Marcatori | 48’ Bilbija |

| Arbitro: | Stegemann |

|            |           |  |
| Butler 84’ | Marcatori |  |

| Arbitro: | Winter |

|                                                                    |           |  |
| Mörschel 39’ (rig.) Königsdörffer 45’ Stendera 49’ (aut.) Štor 90’ | Marcatori |  |

| Arbitro: | Braun |

|                                 |           |             |
| Schröck 14’ Kutschke 31’ (rig.) | Marcatori | 18’ Awoudja |

| Arbitro: | Exner |

|           |           |                          |
| Malone 9’ | Marcatori | 12’, 44’ (rig.) Kutschke |

| Arbitro: | Weickenmeier |

|          |           |  |
| Elva 41’ | Marcatori |  |

| Arbitro: | Thomsen |

|                      |           |  |
| Atik 12’ Brünker 51’ | Marcatori |  |

| Arbitro: | Hanslbauer |

|                   |           |                               |
| Elva 75’ Kaya 89’ | Marcatori | 85’ (rig.) Singh 90’ Lawrence |

| Ingolstadt 18 aprile 2021, ore 13:00 CEST 32ª giornata | Ingolstadt 04 | 0 – 0 referto | Meppen | Audi-Sportpark (0 spett.)\| Arbitro: \| Bacher \| |
| Arbitro:                                               | Bacher        |               |        |                                                   |

| Arbitro: | Heft |

|             |           |             |
| Hertner 64’ | Marcatori | 74’ Schröck |

| Arbitro: | Schmidt |

|                                                 |           |                         |
| Paulsen 5’ Bilbija 47’ Eckert-Ayensa 75’ (rig.) | Marcatori | 12’ König 57’ Hauptmann |

| Arbitro: | Waschitzki-Günther |

|             |           |                   |
| Verhoek 69’ | Marcatori | 57’ Eckert-Ayensa |

| Ingolstadt 8 maggio 2021, ore 14:00 CEST 36ª giornata | Ingolstadt 04 | 0 – 0 referto | Saarbrücken | Audi-Sportpark (0 spett.)\| Arbitro: \| Oldhafer \| |
| Arbitro:                                              | Oldhafer      |               |             |                                                     |

| Arbitro: | Müller |

|           |           |                                                                 |
| Sauer 10’ | Marcatori | 47’ (rig.) Kutschke 54’, 76’ Bilbija 55’ Gaus 65’ Eckert-Ayensa |

| Arbitro: | Aytekin |

|                                           |           |             |
| Kutschke 26’ Stendera 44’ Gaus 90’ (rig.) | Marcatori | 81’ Erdmann |

### Spareggio promozione-retrocessione
| Arbitro: | Stegemann |

|                                       |           |  |
| Schröck 2’ Kaya 34’ Eckert-Ayensa 81’ | Marcatori |  |

| Arbitro: | Stieler |

|                             |           |             |
| Heider 6’, 20’ Amenyido 81’ | Marcatori | 31’ Bilbija |

### Coppa di Germania
| Arbitro: | Reichel |

|  |           |           |
|  | Marcatori | 80’ Pledl |

### Coppa Baviera
| 27 marzo 2021, ore 14:00 CET Primo turno play-off | Monaco 1860          | ? – ? | Ingolstadt 04 |  |
| \| \| \| \| \| \| Tiri di rigore 7 – 6 \| \|      |                      |       |               |  |
|                                                   |                      |       |               |  |
|                                                   | Tiri di rigore 7 – 6 |       |               |  |

## Statistiche

### Statistiche di squadra
| Competizione                       | Punti | In casa | In casa | In casa | In casa | In casa | In casa | In trasferta | In trasferta | In trasferta | In trasferta | In trasferta | In trasferta | Totale | Totale | Totale | Totale | Totale | Totale | DR  |
| Competizione                       | Punti | G       | V       | N       | P       | Gf      | Gs      | G            | V            | N            | P            | Gf           | Gs           | G      | V      | N      | P      | Gf     | Gs     | DR  |
| ---------------------------------- | ----- | ------- | ------- | ------- | ------- | ------- | ------- | ------------ | ------------ | ------------ | ------------ | ------------ | ------------ | ------ | ------ | ------ | ------ | ------ | ------ | --- |
| 3. Liga                            | 71    | 19      | 13      | 5       | 1       | 29      | 14      | 19           | 7            | 6            | 6            | 27           | 26           | 38     | 20     | 11     | 7      | 56     | 40     | +16 |
| Coppa di Germania                  | -     | 1       | 0       | 0       | 1       | 0       | 1       | 0            | 0            | 0            | 0            | 0            | 0            | 1      | 0      | 0      | 1      | 0      | 1      | -1  |
| Spareggio promozione-retrocessione | -     | 1       | 1       | 0       | 0       | 3       | 0       | 1            | 0            | 0            | 1            | 1            | 3            | 2      | 1      | 0      | 1      | 4      | 3      | +1  |
| Coppa Baviera                      | -     | 0       | 0       | 0       | 0       | 0       | 0       | 1            | 0            | 1            | 0            | 0            | 0            | 1      | 0      | 1      | 0      | 0      | 0      | 0   |
| Totale                             | 71    | 21      | 14      | 5       | 2       | 32      | 15      | 21           | 7            | 7            | 7            | 28           | 29           | 42     | 21     | 12     | 9      | 60     | 44     | +16 |

### Andamento in campionato
| Giornata  | 1 | 2 | 3 | 4  | 5 | 6 | 7 | 8 | 9 | 10 | 11 | 12 | 13 | 14 | 15 | 16 | 17 | 18 | 19 | 20 | 21 | 22 | 23 | 24 | 25 | 26 | 27 | 28 | 29 | 30 | 31 | 32 | 33 | 34 | 35 | 36 | 37 | 38 |
| --------- | - | - | - | -- | - | - | - | - | - | -- | -- | -- | -- | -- | -- | -- | -- | -- | -- | -- | -- | -- | -- | -- | -- | -- | -- | -- | -- | -- | -- | -- | -- | -- | -- | -- | -- | -- |
| Luogo     | C | T | C | T  | C | T | C | T | C | T  | C  | T  | T  | C  | T  | C  | T  | C  | T  | T  | C  | T  | C  | T  | C  | T  | C  | T  | C  | T  | C  | C  | T  | C  | T  | C  | T  | C  |
| Risultato | V | V | P | P  | V | N | V | N | V | P  | V  | V  | P  | N  | V  | V  | N  | V  | P  | V  | N  | V  | V  | N  | V  | P  | V  | V  | V  | P  | N  | N  | N  | V  | N  | N  | V  | V  |
| Posizione | 4 | 1 | 4 | 11 | 5 | 7 | 5 | 5 | 5 | 5  | 3  | 2  | 5  | 4  | 3  | 2  | 2  | 2  | 2  | 2  | 2  | 2  | 2  | 2  | 2  | 3  | 3  | 3  | 3  | 3  | 3  | 3  | 3  | 3  | 4  | 4  | 3  | 3  |

Legenda:

Luogo: C = Casa; T = Trasferta. Risultato: V = Vittoria; N = Pareggio; P = Sconfitta.

### Statistiche dei giocatori
| Giocatore        | 3. Liga  | 3. Liga | 3. Liga     | 3. Liga    | Spareggio | Spareggio | Spareggio   | Spareggio  | Coppa di Germania | Coppa di Germania | Coppa di Germania | Coppa di Germania | Totale   | Totale | Totale      | Totale     |
| Giocatore        | Presenze | Reti    | Ammonizioni | Espulsioni | Presenze  | Reti      | Ammonizioni | Espulsioni | Presenze          | Reti              | Ammonizioni       | Espulsioni        | Presenze | Reti   | Ammonizioni | Espulsioni |
| ---------------- | -------- | ------- | ----------- | ---------- | --------- | --------- | ----------- | ---------- | ----------------- | ----------------- | ----------------- | ----------------- | -------- | ------ | ----------- | ---------- |
| N. Antonitsch    | 10       | 0       | 2           | 0          | 0         | 0         | 0           | 0          | 1                 | 0                 | 0                 | 0                 | 11       | 0      | 2           | 0          |
| M. Beister       | 12       | 2       | 2           | 0          | 1         | 0         | 0           | 0          | 1                 | 0                 | 0                 | 0                 | 14       | 2      | 2           | 0          |
| F. Bilbija       | 35       | 5       | 5           | 0          | 2         | 1         | 0           | 0          | 1                 | 0                 | 0                 | 0                 | 38       | 6      | 5           | 0          |
| F. Buntić        | 38       | 1       | 1           | 0          | 2         | 0         | 0           | 0          | 1                 | 0                 | 0                 | 0                 | 41       | 1      | 1           | 0          |
| J. Butler        | 14       | 1       | 2           | 0          | 0         | 0         | 0           | 0          | 1                 | 0                 | 0                 | 0                 | 15       | 1      | 2           | 0          |
| G. Büch          | 1        | 0       | 0           | 0          | 0         | 0         | 0           | 0          | 0                 | 0                 | 0                 | 0                 | 1        | 0      | 0           | 0          |
| C. Caiuby        | 19       | 1       | 5           | 0          | 1         | 0         | 0           | 0          | 0                 | 0                 | 0                 | 0                 | 20       | 1      | 5           | 0          |
| D. Eckert-Ayensa | 24       | 9       | 3           | 0          | 2         | 1         | 0           | 0          | 0                 | 0                 | 0                 | 0                 | 26       | 10     | 3           | 0          |
| C. Elva          | 34       | 5       | 5           | 1          | 2         | 0         | 0           | 0          | 1                 | 0                 | 0                 | 0                 | 37       | 5      | 5           | 1          |
| D. Franke        | 18       | 0       | 3           | 1          | 2         | 0         | 0           | 0          | 1                 | 0                 | 1                 | 0                 | 21       | 0      | 4           | 1          |
| M. Gaus          | 30       | 5       | 7           | 0          | 2         | 0         | 0           | 0          | 1                 | 0                 | 0                 | 0                 | 33       | 5      | 7           | 0          |
| J. Hawkins       | 6        | 0       | 0           | 0          | 0         | 0         | 0           | 0          | 0                 | 0                 | 0                 | 0                 | 6        | 0      | 0           | 0          |
| M. Heinloth      | 37       | 0       | 3           | 0          | 2         | 0         | 1           | 0          | 1                 | 0                 | 0                 | 0                 | 40       | 0      | 4           | 0          |
| R. Jendrusch     | 0        | 0       | 0           | 0          | 0         | 0         | 0           | 0          | 0                 | 0                 | 0                 | 0                 | 0        | 0      | 0           | 0          |
| F. Kaya          | 27       | 2       | 3           | 0          | 2         | 1         | 1           | 0          | 0                 | 0                 | 0                 | 0                 | 29       | 3      | 4           | 0          |
| T. Keller        | 26       | 2       | 6           | 0          | 0         | 0         | 0           | 0          | 0                 | 0                 | 0                 | 0                 | 26       | 2      | 6           | 0          |
| J. Kotzke        | 19       | 0       | 0           | 0          | 1         | 0         | 0           | 0          | 0                 | 0                 | 0                 | 0                 | 20       | 0      | 0           | 0          |
| R. Krauße        | 19       | 1       | 6           | 0          | 2         | 0         | 1           | 0          | 1                 | 0                 | 0                 | 0                 | 22       | 1      | 7           | 0          |
| P. Kurzweg       | 7        | 0       | 1           | 0          | 0         | 0         | 0           | 0          | 0                 | 0                 | 0                 | 0                 | 7        | 0      | 1           | 0          |
| S. Kutschke      | 33       | 13      | 8           | 0          | 2         | 0         | 0           | 0          | 0                 | 0                 | 0                 | 0                 | 35       | 13     | 8           | 0          |
| M. Neuberger     | 0        | 0       | 0           | 0          | 0         | 0         | 0           | 0          | 0                 | 0                 | 0                 | 0                 | 0        | 0      | 0           | 0          |
| I. Niskanen      | 20       | 0       | 2           | 0          | 0         | 0         | 0           | 0          | 0                 | 0                 | 0                 | 0                 | 20       | 0      | 2           | 0          |
| B. Paulsen       | 28       | 3       | 3           | 0          | 2         | 0         | 0           | 0          | 1                 | 0                 | 0                 | 0                 | 31       | 3      | 3           | 0          |
| R. Preißinger    | 13       | 0       | 2           | 0          | 0         | 0         | 0           | 0          | 0                 | 0                 | 0                 | 0                 | 13       | 0      | 2           | 0          |
| T. Röcher        | 0        | 0       | 0           | 0          | 0         | 0         | 0           | 0          | 1                 | 0                 | 0                 | 0                 | 1        | 0      | 0           | 0          |
| M. Röhl          | 19       | 1       | 3           | 0          | 2         | 0         | 0           | 0          | 0                 | 0                 | 0                 | 0                 | 21       | 1      | 3           | 0          |
| L. Schellenberg  | 0        | 0       | 0           | 0          | 0         | 0         | 0           | 0          | 0                 | 0                 | 0                 | 0                 | 0        | 0      | 0           | 0          |
| T. Schröck       | 28       | 2       | 5           | 0          | 2         | 1         | 0           | 0          | 1                 | 0                 | 0                 | 0                 | 31       | 3      | 5           | 0          |
| M. Stendera      | 36       | 2       | 5           | 0          | 2         | 0         | 0           | 0          | 0                 | 0                 | 0                 | 0                 | 38       | 2      | 5           | 0          |
| P. Sussek        | 5        | 0       | 0           | 0          | 0         | 0         | 0           | 0          | 0                 | 0                 | 0                 | 0                 | 5        | 0      | 0           | 0          |